# Heimspiel-Reihe
Das Kürzel Heimspiel betitelt eine Serie von Management-Simulationen für PC, die sich mit sportlichen Themen beschäftigen. Den Anfang machte am 26. Mai 2006 Heimspiel 2006 – Der Fußballmanager. Am 8. Dezember 2006 folgte der Heimspiel – Eishockeymanager 2007 und der dritte PC-Titel Heimspiel – Handballmanager 2008 erschien am 30. August 2007.

## Heimspiel 2006 – Der Fußballmanager
Mit der Fußball-Weltmeisterschaft 2006 in Deutschland fiel der Startschuss zur Heimspiel-Reihe. Entwickler Greencode sowie Publisher RTL Enterprises und The Games Company brachten eine praktisch unveränderte Neuauflage des Spiels Fußballmanager Fun aus dem Jahr 2002 auf den Markt: Heimspiel 2006 – Der Fußballmanager. Als Testimonial fungierte der damalige Trainer des VfL Wolfsburg, Klaus Augenthaler.

### Handlung
Der Spieler ist Manager und Trainer in Personalunion. In seinen Aufgabenbereich fallen, wie aus der Anstoss-Reihe bekannt, Aufstellung, Taktik, Transfers, Aushandlung von Werbe- und Spielerverträgen, Stadionausbau und Trainingszusammenstellung. Je nachdem, wie gut das gelingt, kommt man dem Ziel, möglichst viele Titel zu gewinnen, näher.

### Features
Stadion-Akustik und 1.000 Teams mit 20.000 Kickern sind im Spiel integriert. Mit einem Editor kann sich der Spieler zusätzliche Mannschaften erstellen. Ferner ist es möglich, in die 3D-animierten Spielszenen zu Zwecken der Taktikänderung oder Auswechslung einzugreifen. Bis zu vier Spieler können per Hot-Seat-Modus gegeneinander antreten.

### Kritik
Das Spieleportal gamigo hält Heimspiel 2006 – Der Fußballmanager für „leicht verständlich und trotzdem ungemein spaßig“. Das Spieleportal 4players.de hält Heimspiel 2006 – Der Fußballmanager für eine Veröffentlichung, um vom „WM-Fieber der deutschen Spieler zu profitieren und alle Ahnungslosen zum Fast-Vollpreis abzukassieren“.

## Heimspiel – Eishockeymanager 2007
Ende des Jahres 2006 folgte der zweite Streich zur Heimspiel-Reihe: Eine Neuauflage des Spiels DEL Eishockey Manager 2005. The Games Company veröffentlichte das von Greencode entwickelte PC-Spiel Heimspiel – Eishockeymanager 2007 und setzte die Sportmanagement-Idee auch für die Randsportart Eishockey um. Das Cover des Heimspiel – Eishockeymanager 2007 zierte der ehemalige deutsche Eishockey-Nationalspieler Erich Kühnhackl.

### Handlung
Wie beim Vorgänger bekleidet der Spieler Manager- und Trainerposten. Als Neuerung integrierte man den Posten des Nationaltrainers. Wer seine Vereinsmannschaft auf dem Eis gut leitet, steigt zum Chef der jeweiligen Landesauswahl auf.

### Features
Durch die offizielle Lizenz der Deutschen Eishockey Liga (DEL) wurden originale Logos, Team- und Spielernamen eingebaut. Zwölf europäische und die wichtigen amerikanischen Ligen sind für den Spieler wählbar. Hot-Seat-Modus und Editor bleiben, die variablen Schwierigkeitsgrade und der neue Textmodus zeigen aber eine Weiterentwicklung.

### Kritik
Die PC Games konstatiert der Simulation „viel Tiefgang“. Die Zeitschrift PC PowerPlay bezeichnete das Spiel als unnötigen „Neuauflage-Nachfolger-Mix der 2005er-Version.“ Im Gegensatz zum Vorgänger habe sich jedoch auch etwas am Spielprinzip getan. Neben neuen Bereichen wie Fanbetreuung und Jugendarbeit, müsse der Spieler durch einen eingefügten Textmodus die „üblen 3D-Szenen“ nicht mehr zwangsweise ansehen.

## Heimspiel – Handballmanager 2008
Im Zuge der Handball-WM 2007 brachten Entwickler Greencode und Publisher TGC den aktuellen PC-Titel der Heimspiel-Reihe Ende August 2007 heraus. Für das Cover wurde der deutsche Ex-Nationalspieler Stefan Kretzschmar verpflichtet.

### Handlung
Manager- und Traineraufgaben sind wieder in der Hand des Spielers. Hallenausbau, Spielermotivation und Jugendförderung erweitern die Handlungspalette. Auch der Posten des Nationaltrainers kann bei erfolgreicher Karriere eingenommen werden.

### Features
Durch den Erwerb der offiziellen Lizenz der Handball-Bundesliga (HBL) konnten Originaldaten ingame für alle deutschen Ligen umgesetzt werden. Ferner sind zwölf weitere europäische Ligen wählbar. Die 3D-Engine erfuhr eine Überarbeitung und zusätzlich zu den 3D-Spielszenen läuft der Textmodus parallel. Variable Schwierigkeitsgrade, Live-Eingriffsmöglichkeiten, Editor und Hot-Seat-Modus bleiben.

### Kritik
Die Verkaufsversion wurde aufgrund schlecht recherchierter Spielerdaten, falscher Spielpositionen und Wurfstärken gerügt. Durch das nachgelieferte Update 2.0 konnten die Schwierigkeiten aber behoben werden.
Das Spieleportal gamigo zeichnete die Sportmanagement-Simulation als besten Handballmanager mit dem goldenen Award aus. Die Spielezeitschrift PC Games sieht das Spiel trotz einer veralteten Präsentation als empfehlenswert an.